# Donje Podotočje
Donje Podotočje – wieś w Chorwacji, w żupanii zagrzebskiej, w mieście Velika Gorica. W 2011 roku liczyła 375 mieszkańców.